# Ryan Dungey
Ryan Michael Dungey (Belle Plain, 4 dicembre 1989) è un pilota motociclistico statunitense, cinque volte campione dell'AMA Supercross e tre volte campione dell'AMA Motocross.

## Carriera
Inizia a correre sin da piccolo passando dalle minimoto alle moto di cilindrata più grande. Conquista il suo primo titolo nel 2005, aggiudicandosi l'Amateur Championship di Loretta Lynn, un campionato amatoriale che gli varrà però l'attenzione della Suzuki, che gli fa disputare una gara nel mondiale a Millville, in cui Ryan conquista un settimo posto. Nel 2007, la sua prima vera stagione, conquista la vittoria alla prima gara sorprendendo tutti; concluderà la stagione con quattro vittorie ed il titolo di "rookie of the year". Nel 2008 è il favorito per la conquista del titolo della "West Coast", parte subito bene conquistando la vetta della classifica, nella seconda parte della stagione però vedrà diminuire sempre di più il suo vantaggio nei confronti di Jason Lawrence, fino a perdere il titolo, all'ultima gara, per soli tre punti. Il 2009 è l'anno del suo primo titolo nella classe del supercross: con quattro vittorie la spunterà su Jake Weimer. Lo stesso anno diventa anche campione del motocross, mettendo a segno una doppietta, risultato che ripeterà anche nel 2010, con la differenza che in supercross diventa campione della classe regina. Nel 2011 conclude al terzo posto nel mondiale supercross e al secondo posto in motocross, questo è anche l'ultimo anno di Dungey con la Suzuki. Nel 2012 passa alla KTM del team "Red Bull". In supercross conquista 4 vittorie e conclude in terza posizione, è anche vittima di un infortunio che gli farà saltare cinque prove, compromettendogli il campionato, che alla fine verrà vinto da Ryan Villopoto; nel motocross invece conquista il suo terzo titolo dopo aver letteralmente dominato con 18 vittorie. Il 2013 lo vede sempre protagonista, riuscendo a vincere 2 prove del campionato supercross e terminando in terza posizione di nuovo dietro Villopoto e Millsaps.

## Risultati AMA Supercross

### 250cc (East Coast)
| Anno | Moto   | Georgia (bandiera) | Missouri (bandiera) | Florida (bandiera) | Minnesota (bandiera) | Indiana (bandiera) | Texas (bandiera) | Missouri (bandiera) | Nevada (bandiera) | Punti | Pos |
| ---- | ------ | ------------------ | ------------------- | ------------------ | -------------------- | ------------------ | ---------------- | ------------------- | ----------------- | ----- | --- |
| 2007 | Suzuki | 1                  | 18                  |                    | 21                   | 1                  | 3                | 1                   | 1                 | 98    | 5º  |

### 250cc (West Coast)
| Anno | Moto   | California (bandiera) | Arizona (bandiera) | California (bandiera) | California (bandiera) | California (bandiera) | California (bandiera) | Texas (bandiera)      | Washington (bandiera) | Nevada (bandiera) | Punti | Pos |
| ---- | ------ | --------------------- | ------------------ | --------------------- | --------------------- | --------------------- | --------------------- | --------------------- | --------------------- | ----------------- | ----- | --- |
| 2008 | Suzuki | 1                     | 2                  | 1                     | 7                     | 11                    | 6                     | 4                     | 1                     | 1                 | 154   | 2º  |
| Anno | Moto   | California (bandiera) | Arizona (bandiera) | California (bandiera) | California (bandiera) | California (bandiera) | California (bandiera) | Washington (bandiera) | Utah (bandiera)       | Nevada (bandiera) | Punti | Pos |
| 2009 | Suzuki | 3                     | 1                  | 1                     | 2                     | 4                     | 1                     | 1                     | 4                     | 2                 | 178   | 1º  |

### 450cc
| Anno | Moto   | California (bandiera) | Arizona (bandiera)    | California (bandiera) | California (bandiera) | California (bandiera) | California (bandiera) | Texas (bandiera)      | Georgia (bandiera) | Indiana (bandiera)  | Florida (bandiera) | Minnesota (bandiera) | Canada (bandiera)     | Texas (bandiera)    | Michigan (bandiera)   | Missouri (bandiera)      | Washington (bandiera) | Nevada (bandiera) | Punti | Pos |
| ---- | ------ | --------------------- | --------------------- | --------------------- | --------------------- | --------------------- | --------------------- | --------------------- | ------------------ | ------------------- | ------------------ | -------------------- | --------------------- | ------------------- | --------------------- | ------------------------ | --------------------- | ----------------- | ----- | --- |
| 2008 | Suzuki |                       |                       |                       |                       |                       |                       |                       |                    | 4                   | 10                 | 2                    |                       |                     |                       |                          |                       |                   | 51    | 21º |
| Anno | Moto   | California (bandiera) | Arizona (bandiera)    | California (bandiera) | California (bandiera) | California (bandiera) | California (bandiera) | Indiana (bandiera)    | Georgia (bandiera) | Florida (bandiera)  | Canada (bandiera)  | Texas (bandiera)     | Florida (bandiera)    | Texas (bandiera)    | Missouri (bandiera)   | Washington (bandiera)    | Utah (bandiera)       | Nevada (bandiera) | Punti | Pos |
| 2010 | Suzuki | 2                     | 1                     | 1                     | 4                     | 6                     | 4                     | 2                     | 1                  | 2                   | 2                  | 1                    | 2                     | 5                   | 1                     | 4                        | 4                     | 1                 | 363   | 1º  |
| Anno | Moto   | California (bandiera) | Arizona (bandiera)    | California (bandiera) | California (bandiera) | California (bandiera) | Texas (bandiera)      | California (bandiera) | Georgia (bandiera) | Florida (bandiera)  | Florida (bandiera) | Texas (bandiera)     | Canada (bandiera)     | Texas (bandiera)    | Missouri (bandiera)   | Washington (bandiera)    | Utah (bandiera)       | Nevada (bandiera) | Punti | Pos |
| 2011 | Suzuki | 2                     | 7                     | 3                     | 3                     | 20                    | 2                     | 2                     | 2                  | 3                   | 4                  | 3                    | 1                     | 3                   | 2                     | 5                        | 3                     | 2                 | 328   | 3º  |
| Anno | Moto   | California (bandiera) | Arizona (bandiera)    | California (bandiera) | California (bandiera) | California (bandiera) | California (bandiera) | Texas (bandiera)      | Georgia (bandiera) | Missouri (bandiera) | Florida (bandiera) | Indiana (bandiera)   | Canada (bandiera)     | Texas (bandiera)    | Louisiana (bandiera)  | Washington (bandiera)    | Utah (bandiera)       | Nevada (bandiera) | Punti | Pos |
| 2012 | KTM    | 3                     | 1                     | 2                     | 4                     | 4                     | 3                     | 2                     | 1                  | 2                   | INF                | INF                  | INF                   | INF                 | INF                   | 6                        | 1                     | 1                 | 257   | 3º  |
| Anno | Moto   | California (bandiera) | Arizona (bandiera)    | California (bandiera) | California (bandiera) | California (bandiera) | California (bandiera) | Texas (bandiera)      | Georgia (bandiera) | Missouri (bandiera) | Florida (bandiera) | Indiana (bandiera)   | Canada (bandiera)     | Texas (bandiera)    | Minnesota (bandiera)  | Washington (bandiera)    | Utah (bandiera)       | Nevada (bandiera) | Punti | Pos |
| 2013 | KTM    | 3                     | 8                     | 6                     | 3                     | 1                     | 3                     | 3                     | 6                  | 4                   | 2                  | 2                    | 3                     | 2                   | 1                     | 4                        | 3                     | 2                 | 337   | 3º  |
| Anno | Moto   | California (bandiera) | Arizona (bandiera)    | California (bandiera) | California (bandiera) | California (bandiera) | California (bandiera) | Texas (bandiera)      | Georgia (bandiera) | Indiana (bandiera)  | Florida (bandiera) | Michigan (bandiera)  | Canada (bandiera)     | Missouri (bandiera) | Texas (bandiera)      | Washington (bandiera)    | New Jersey (bandiera) | Nevada (bandiera) | Punti | Pos |
| 2014 | KTM    | 2                     | 3                     | 6                     | 4                     | 20                    | 4                     | 2                     | 3                  | 1                   | 3                  | 3                    | 3                     | 9                   | 7                     | 3                        | 6                     | 2                 | 304   | 2º  |
| Anno | Moto   | California (bandiera) | Arizona (bandiera)    | California (bandiera) | California (bandiera) | California (bandiera) | California (bandiera) | Texas (bandiera)      | Georgia (bandiera) | Georgia (bandiera)  | Florida (bandiera) | Indiana (bandiera)   | Michigan (bandiera)   | Missouri (bandiera) | Texas (bandiera)      | California (bandiera)    | New Jersey (bandiera) | Nevada (bandiera) | Punti | Pos |
| 2015 | KTM    | 4                     | 3                     | 2                     | 2                     | 1                     | 2                     | 1                     | 2                  | 1                   | 1                  | 1                    | 2                     | 1                   | 2                     | 1                        | 2                     | 1                 | 390   | 1   |
| Anno | Moto   | California (bandiera) | California (bandiera) | California (bandiera) | California (bandiera) | Arizona (bandiera)    | California (bandiera) | Texas (bandiera)      | Georgia (bandiera) | Florida (bandiera)  | Canada (bandiera)  | Michigan (bandiera)  | California (bandiera) | Indiana (bandiera)  | Missouri (bandiera)   | Massachusetts (bandiera) | New Jersey (bandiera) | Nevada (bandiera) | Punti | Pos |
| 2016 | KTM    | 2                     | 1                     | 1                     | 1                     | 2                     | 1                     | 2                     | 1                  | 2                   | 3                  | 3                    | 1                     | 1                   | 1                     | 3                        | 4                     | 1                 | 391   | 1   |
| Anno | Moto   | California (bandiera) | California (bandiera) | California (bandiera) | Arizona (bandiera)    | California (bandiera) | Texas (bandiera)      | Minnesota (bandiera)  | Georgia (bandiera) | Canada (bandiera)   | Florida (bandiera) | Indiana (bandiera)   | Michigan (bandiera)   | Missouri (bandiera) | Washington (bandiera) | Utah (bandiera)          | New Jersey (bandiera) | Nevada (bandiera) | Punti | Pos |
| 2017 | KTM    | 2                     | 2                     | 1                     | 3                     | 2                     | 4                     | 3                     | 1                  | 2                   | 4                  | 3                    | 3                     | 2                   | 4                     | 2                        | 1                     | 4                 | 359   | 1   |